# لنفوسیت
لنفوسیت‌ها نوعی از گلبول‌های سفید خون هستند که در دستگاه ایمنی مهره‌داران نقش دارند. براساس ظاهر، آن‌ها را به دو دسته تقسیم می‌کنند: لنفوسیت‌های بزرگ و گرانولار و لنفوسیت‌های کوچک. اکثر لنفوسیت‌های بزرگ همان سلول‌های NK هستند. لنفوسیت‌های کوچک از سلول‌های T و سلول‌های B تشکیل گردیده‌اند. بدن یک فرد طبیعی هزار میلیارد سلول لنفوئیدی دارد، و بافت لنفوئیدی تشکیل دهنده حدود ۲درصد از وزن بدن است. لنفوسیت‌ها به‌طور معمول بین ۸ تا ۱۲ میکرون قطر دارند (لنفوسیت‌های کوچک ۶ میکرون و لنفوسیت‌های بزرگ ۹ تا ۱۵ میکرون). هسته آن‌ها گرد، بیضی شکل، فرورفته است و ۹۰ درصد حجم سلول را به خود اختصاص می‌دهد (به غیر از سلول‌های بزرگ) و منبع اصلی لنفوسیت از مغز قرمز استخوان است.
کدهای لنفوسیت: لنفوسیتها پرفورین ترشح می‌کنند و در مبارزه با یاخته‌های سرطانی و آلوده به ویروس نقش دارند و سومین خط دفاع هستند.

## انواع

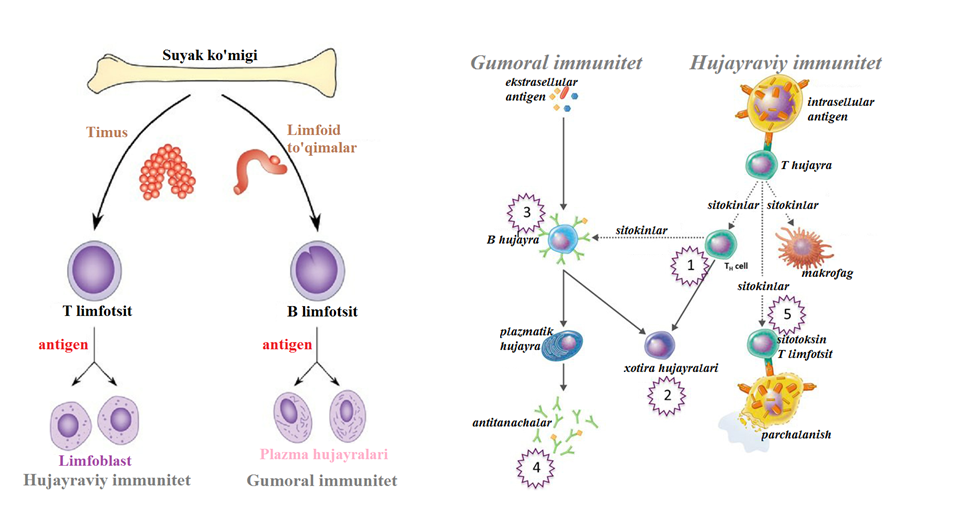
فیلوژن‌های لنفوسیتی

لنفوسیت B (به علت اینکه اولین بار در تخمدان جوجه که Bursa نامیده می‌شود مشاهده شده‌اند) دوره تمایز خود را در محل تولید یعنی همان مغز استخوان می‌گذارنند. این لنفوسیت‌ها بیشتر در تولید پادتن و ایمنی هومرال نقش دارند.
لنفوسیت T هم مانند لنفوسیت B از سلول‌های بنیادین مغز استخوان ایجاد می‌شود اما محل تمایز آنها در غده تیموس است و در اثر هورمون تیموسین تمایز می‌یابند، وخود چهار نوع هستند که عبارت اند از: لنفوسیت تی سیتوتوکسیک، لنفوسیت تی یاری دهنده، لنفوسیت تی خاطره و لنفوسیت تی سرکوبگر انواع لنفوسیت‌های تی هستند. لنفوسیتهای T در ایمنی سلولی و ایمنی تطبیقی سیتوتوکسیک مؤثرند.
لنفوسیت‌ها بعد از تمایز در غدد لنفی مستقر می‌شوند. سلول‌های دندریتیک نیز به آنها در تشخیص آنتی‌ژن کمک می‌کنند.
سلولهای کشنده طبیعی (NK cells) از تمایز لنفوسیت T اولیه شکل می‌گیرند و در ایمنی سلولی و ایمنی ذاتی (دفاع غیر اختصاصی)(خط دوم دفاعی) دخیل هستند و توانایی فعال کردن انزیمCaspase در سلول هدف که ویروسی شده یا سرطانی شده را دارند که این آنزیم (Caspase) باعث ایجاد مرگ برنامه‌ریزی شده(Apoptosis) می‌شود.